# تشارلز هاربر (سياسي)
تشارلز هاربر (بالإنجليزية: Charles Harper)‏ هو سياسي أسترالي، ولد في 15 يوليو 1842، وتوفي في 20 أبريل 1912. انتخب عضو الجمعية التشريعية لأستراليا الغربية.